# Dobrochintsi
Dobrochintsi (en macédonien Доброшинци) est un village du sud-est de la Macédoine du Nord, situé dans la municipalité de Vasilevo. Le village comptait 936 habitants en 2002.

## Démographie
Lors du recensement de 2002, le village comptait :
- Macédoniens : 753
- Turcs : 182
- Autres : 1